# Belonokształtne
Belonokształtne (Beloniformes) – rząd ryb promieniopłetwych (Actinopterygii).

## Występowanie
W wodach oceanicznych, słodkich i słonawych strefy tropikalnej i subtropikalnej, rzadziej w strefie umiarkowanej.

## Charakterystyka rzędu
Ciało wydłużone, u większości bocznie spłaszczone. Płetwy nie mają promieni twardych. Łuski cykloidalne, drobne. Nisko położona linia boczna. Pęcherz pławny zamknięty. Ości zawierają biliwerdynę nadającą im zielonkawy kolor. 

## Systematyka
Podrząd: Adrianichthyoidei
- Adrianichthyidae – kaczorkowate

Podrząd: Belonoidei

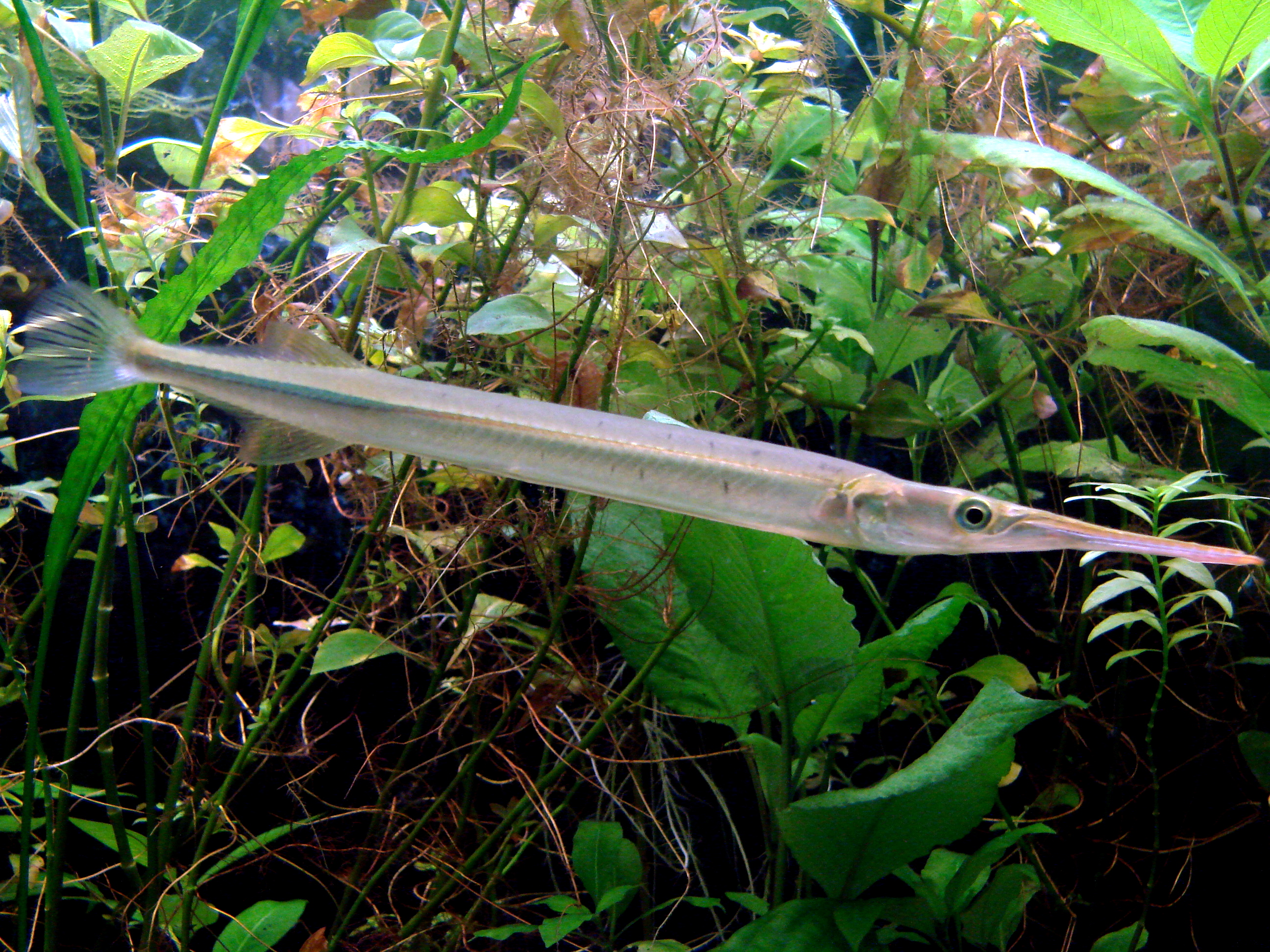
Belona słodkowodna (Xenentodon cancila)

- Nadrodzina:Exocoetoidea – ptaszorowce
  - Exocoetidae – ptaszorowate
  - Hemiramphidae – półdziobcowate
- Nadrodzina: Scomberesocoidea – makreloszowce
  - Belonidae – belonowate
  - Scomberesocidae – makreloszowate
  - Zenarchopteridae